# Hildegard Quandt
Hildegard Quandt (sau Hildegard Kwand) (n. 1906, Ostpreußen, Regatul Prusiei, Imperiul German – d. 2000, Berlin, Germania) a fost un fotomodel german.
A fost prima Miss Germany, aleasă la data de 5 martie 1927 în Palatul Sporturilor din Berlin. Unii au criticat această hotărâre, deoarece unele candidate potențiale din rândul familiilor de muncitori n-au participat la acest concurs. După ce a fost aleasă, a primit 250 de mărci, telegrame de felicitare din toate regiunile Germaniei și peste 200 de oferte de angajare. Titlul de Miss Germany i-a adus popularitate nu numai în Germania, ci și în SUA. Următoarele două Miss Germany au fost Hella Hoffmann și Margarete Grow.